# Résidence des abbés de Joncels
La résidence des abbés de Joncels est un bâtiment protégé des monuments historiques, situé sur la commune de La Tour-sur-Orb dans le département français de l'Hérault.

## Histoire
Le bâtiment était connu par le nom de « Brousson » ou « Latour ». Celui-ci daterait du milieu du XVIIe siècle. Une chapelle fut ajoutée en 1670. Le bâtiment central est flanqué à ses côtés de deux ailes, et s'ouvre sur une cour.
La résidence est inscrite au titre des monuments historiques en 1964.

## Architecture
L'aile occidentale abritant aujourd'hui la mairie, conserve au sous sol des salles voûtées et une cheminée. L'aile orientale a conservé trois arcades en anses de panier de la galerie basse.
La porte principale présente un encadrement appareillé à bossages, il est surmonté d'un fronton. Les départs latéraux du fronton sont ornés de pots à feu. En son milieu se trouve un tabernacle à fronton aux armes de Thézan-Poujol. Le tabernacle est maintenu par deux volutes. 
La porte donne accès à une galerie transversale qui communiquait avec les deux galeries ouvertes des ailes. Plus loin se trouve une cage d'escalier. La rampe possède quatre balustres rampants par volée, les balustres d'angle engagés dans les pilastres. 
La galerie Est la seule conservée. Elle comprend trois anses de panier sur piliers carrés et à chapiteaux sculptés. Le long de ces arcades et à la base, se trouvait une balustrade dont il reste peu de traces.